# محمد أمسيف
محمد أمسيف حارس مرمى المنتخب المغربي٬ من مواليد مدينة دوسلدورف الألمانية 7 فبراير 1989. لعب في عدة أندية ألمانية٬ وهو حاليا يلعب في الدوري المغربي ضمن فريق اتحاد طنجة قالب:اتحاد طنجة قادما من ناديه السابق أونيون بيرلين منذ بداية موسم 2016. ارتبط مع ناديه الجديد لمدة خمسة مواسم، أي إلى غاية صيف 2021.